# Kholoud Waleed
Kholoud Waleed (ou Kholoud Helmi, en arabe : خلود وليد)  est une journaliste syrienne, née en 1984 et originaire de Daraya, cofondatrice et rédactrice en chef du journal clandestin Enab Baladi,. Elle a reçu le prix Anna-Politkovskaïa pour ses reportages sur la guerre civile syrienne.

## Jeunesse
Kholoud Waleed grandit à Daraya et étudie la littérature anglaise à l'université de Damas avant de devenir enseignante dans sa Syrie natale,. À la suite du massacre de Daraya, elle quitte la ville et s'enfuit à la campagne avec sa famille.

## Travail de journaliste et militantisme
N'ayant aucune formation journalistique, Kholoud Waleed fait équipe avec des amis pour rendre compte de la guerre civile en Syrie. Alors que leur travail prend de l'ampleur, ils créent le journal Enab Baladi en janvier 2012 avec l'intention de porter la « voix des personnes vulnérables »,.
Waleed et le journal affirment qu'ils ont fait l'objet de menaces de la part de plusieurs parties impliquées dans la guerre qui l'ont incitée à vivre cachée. Son frère est arrêté par les forces gouvernementales en 2012 et son sort est inconnu. Pendant un temps, elle s'exile en Turquie.
Malgré cela, elle organise des manifestations, exigeant la démocratie et la liberté d'expression et met également en évidence les violations des droits de l'homme. En 2015, elle reçoit le prix Anna Politkovskaïa pour ses efforts constants en tant que journaliste.